# 願う
『願う』（ねがう）は、より子のメジャー3枚目のアルバム。

## 解説
2008年1月16日に発売。作詞・作曲はより子。
2006年の病気による活動休止、活動再開後1年以上のライブ活動を経て、前作『second VERSE』から約1年11ヶ月振りとなるアルバム。「自分にとっての音楽は今までは自分のためのものであったが、病気療養を通して、初めて音楽を人に伝えたいと思った」という本人の心境の変化を踏まえて制作されている。タイトルの『願う』というのは「名詞の『願い』だとそこで気持ちが終わってしまうから」「願う気持ちも常に変化していくから」であるという。
収録曲は、2007年8月から5ヶ月間毎月第3水曜日を「より子の日」として発表してきた配信限定シングル楽曲をはじめ、病気療養後に制作されライブで新曲として披露されてきた楽曲で構成されている。オフィシャルブログで公開されたインターネットラジオ『音屋より子☆2008』では本人曰く「（病気をした後）アルバム1枚分以上の曲ができ、このアルバムに入らなかった曲もいくつかある」と、アルバム収録曲以外の未発表曲の存在もほのめかしている。アルバム発売に先駆け、同年12月23日にはEMIミュージック・ジャパン本社において招待制アルバム試聴会が開催された（同日はマンスリーワンマンライブ『よりスタ vol.12』も開催された）。
新星堂全店ではオリジナル歌詞入りメッセージカードが、タワーレコード渋谷店・新宿店・梅田大阪丸ビル店の各3店舗ではより子本人監修による「星に願いを」オリジナルピアノ譜が、その他各CDショップ店舗でアルバム特製ステッカーが、それぞれ先着購入特典として付属している。

## 収録曲
1. 夢の果実
2006年12月のライブで初めて披露され、以降度々演奏されてきた。テーマは「失うこと」で、本人曰く「輪廻転生のようなものを描いた」という。
2. ココロの鍵
3. 臆病なライオン
4. TELL ME THE TRUTH
2006年6月の復帰ライブで仮制作段階ではあるが初めて披露され、2007年10月のライブで初めて完成形が披露された。歌詞は攻撃性を孕んだ内容になっており、「それでいいのですか?」や「復唱」にも通ずる内容になっている。
5. 不確かなモノ
2007年10月のライブで初めて披露された。アルバム発売前に新曲として発表された楽曲の中では最も新しい。自身の中での不安定で危うい部分を表現したという。
6. もしも一つだけ願いが叶うなら
未発表新曲。失った時間や人への想いをテーマに制作され、「1秒1秒を大切に生きていきたい」という気持ちが込められているという。
7. Uzu
未発表新曲。レコーディングやアレンジ・ミックスは全てより子単独により、自宅のスタジオ「よりスタ」にて行われた。ドラムとコーラスは、自身の友人であるアマチュアバンドのMy'qpのユゥこと石原悠平が担当している。インタールード的な位置付けとなっており、アウトロの一部が「Darling」の曲頭と重なっている。
8. Darling
2006年6月の復帰ライブで初めて披露され、以降度々演奏されてきた。スタッフの結婚を祝して制作した楽曲である。
9. てのひら
10. やさしいうた
11. 星に願いを